# Auberoche-i csata
Az auberoche-i csatát az angolok és a franciák vívták 1345. október 21-én a százéves háborúban. Az angolok az ütközetben legyőzték a nagyobb létszámú, Auberoche-t ostromló franciákat. A győzelem révén az angolok megvetették a lábukat Gascogne-ban, és visszavetették a francia hadműveleteket a délnyugati országrészben.

## A csata
1345 október közepén hétezer francia katona hagyta el La Réolét Poitiers-i Lajos, Valentinois grófjának vezetésével, hogy megtisztítsa Gascogne-t az angol helyőrségektől. Az Auvezére-folyó völgyében nyomultak előre, és úgy döntöttek, hogy megostromolják Auberoche várát, amely egy sziklás magaslaton állt. A helyőrség parancsnoka Sir Frank Halle volt.
Henrik, Derby grófja elindult Bordeaux-ból a vár felszabadítására 1200-1400 nehézlovassal és 800 íjásszal. Utasította Lawrence Hastingst, Pembroke grófját, hogy  ő is induljon útnak katonáival, és találkozzanak útközben. Október 20-án éjszaka az angolok anélkül közelítették meg az ostromlókat, hogy azok észrevették volna őket. Az éjszaka és a másnap reggel során Derby emberei egy erdőben rejtőzködtek, és Pembroke érkezésére vártak. Mivel a gróf nem jött, Derby támadást rendelt el, mert félt, hogy felfedezik, és ezzel elszáll a meglepetés lehetősége.
Az angol lovasok kirontottak az erdőből, és hátulról támadtak a franciák táborára, míg az íjászok a tábor ellentétes oldaláról nyilazták a franciákat. A teljesen felkészületlen franciák súlyos veszteséget szenvedtek, sokukat még azelőtt lemészárolták, hogy fel tudták volna venni a páncéljukat. Az angol lovasok mélyen behatoltak a táborba, és az íjászok kénytelenek voltak felfüggeszteni a támadást, mert a franciák és az angolok összekeveredtek. Nemsokára azonban francia katonák jelentek meg a tábor szélén, tiszta célpontot nyújtva, ahogy menekültek a lovasság elől. Frank Halle lovasrohamot indított az erődből, és ekkor a francia védelem összeroppant.
Az angolok sok franciát megöltek, sokat foglyul ejtettek. Valentinois grófja meghalt, helyettese, Bertrand de l'Isle fogságba esett. A rabok között volt hét őrgróf, három báró, Toulouse és Clermont sénéchalja, sok lovag és VI. Kelemen pápa unokaöccse. A vereség miatt a franciák kénytelenek voltak felhagyni három másik gascogne-i angol helyőrség ostromával és elhalasztani a normandiai herceg, a későbbi II. János francia király tervezett hadjáratát. Az auberoche-i győzelem két évtizedre biztosította az angol katonai fölényt Gascogne-ban.